# Rot

Farbbezeichnungen nach dem Farbtonkreis von Müller in der CIE-Normfarbtafel. Rechts außen der Rotbereich: Zinnoberrot, Mittelrot, Karminrot, Purpurrot

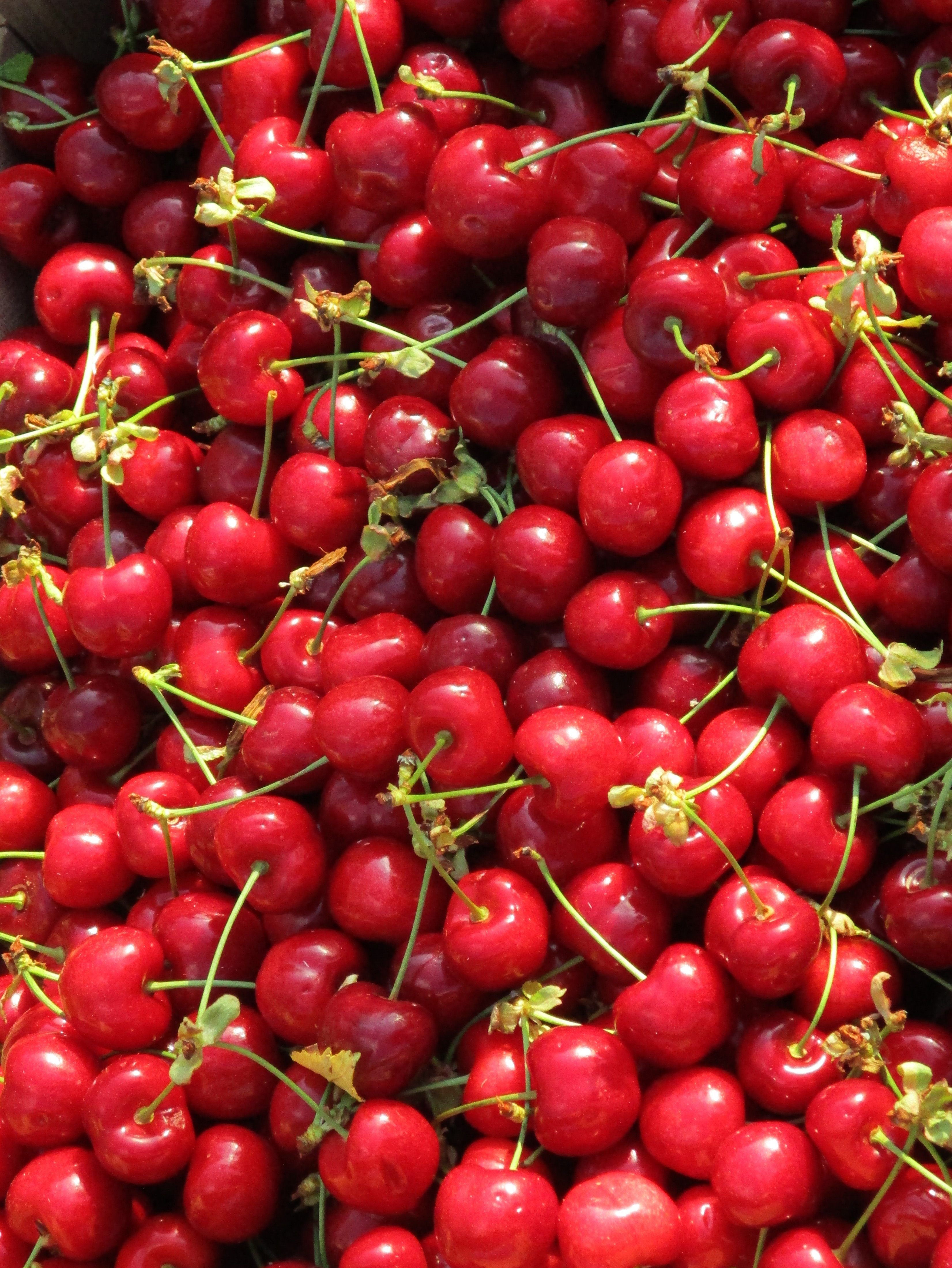
Süßkirschen

Rot ist der Farbreiz, der wahrgenommen wird, wenn Licht mit einer spektralen Verteilung ins Auge fällt, in der Wellenlängen oberhalb 600 nm dominieren. Während die meisten Säugetiere Probleme damit haben, die Farbe Rot wahrzunehmen, reagiert das menschliche Auge sehr empfindlich darauf. Entsprechend häufig findet diese Farbe Verwendung bei Warnsignalen.
Der Farbeindruck Rot entsteht bei Anregung der L-Zapfen. Rot kann durch Farbmischung in Richtung Blau oder Gelb tendieren, es kann heller oder dunkler sein.

## Etymologie
Rot erhielt in der Entwicklung der meisten Sprachen sehr früh ein eigenes Wort, gleich nach der sprachlichen Unterscheidung von Hell und Dunkel. Das althochdeutsche Wort rôt entwickelte sich aus dem germanischen rauðaż von indogermanisch ẖereúdʰ und bezeichnete die Farbgebung von Kupfer, Gold und anderen Metallen.

## Farblehre

### Die Spektralfarbe

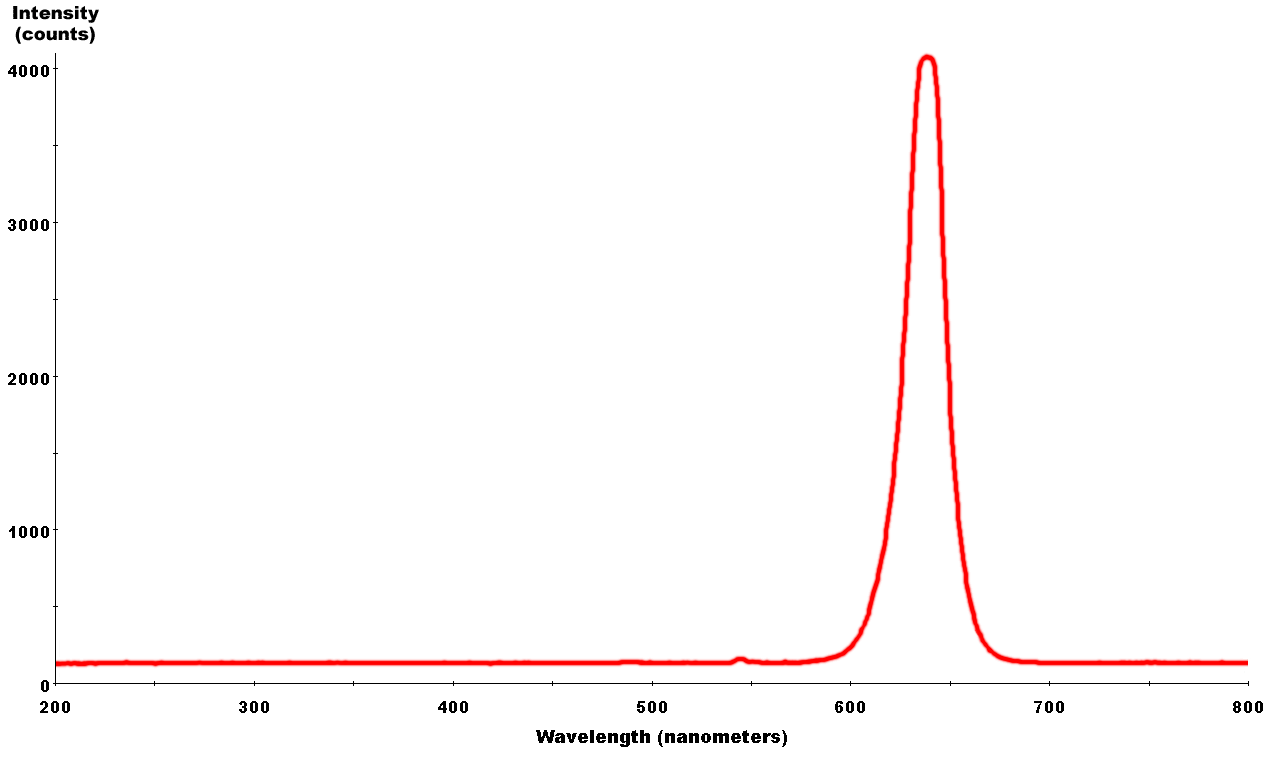
Spektrum der LED einer optischen Maus, Maximum ca. 640 nm

Licht mit dem Farbreiz Rot hat eine spektrale Verteilung am oberen langwelligen Ende des sichtbaren Bereiches der elektromagnetischen Strahlung. Zu höheren Wellenlängen schließt sich die infrarote Strahlung an. Da ein Körper beim Erhitzen mit zunehmender Temperatur Wärmestrahlung höherer Frequenz emittiert, beginnen erhitzte Körper zunächst rot zu glühen.
Die im menschlichen Auge für das Rotsehen verantwortlichen Sinneszellen (L-Zapfen) haben ihr Empfindlichkeitsmaximum bei 560 nm, ihre Wirksamkeit reicht definitionsgemäß mit abnehmender Empfindlichkeit bis zur Grenze der Sichtbarkeit.

### Farbspektren
Die farbtongleiche Spektralfarbe zu Rot liegt bei zwischen 600 und 750–800 nm farbmetrisch an der unteren Schwelle des Sehspektrums, im CIE-Diagramm in der rechten Spitze. Tatsächlich erkennt man als „rot“ Licht – auch als Körperfarbe wiederum remittiert – dann, wenn in einem Emissionsspektrum (bzw. Remissionsspektrum) eine steile Flanke im Bereich von etwa 500 nm bis 650 nm liegt, also überwiegend langwelliges Licht im Spektrum vorhanden ist (→ Farbmischung). Jedoch sieht das Auge auch dann ein Rot, wenn sich im kurzwelligen Bereich noch Blau dazumischt. Diese blaustichigen oder kühlen Rottöne haben keine reine Spektralfarbe als äquivalent mehr, sondern befinden sich auf der Purpurgerade des CIE-Diagramms, die die Mischreizung der L-Zapfen und S-Zapfen darstellt.

### Darstellung in Farbsystemen
In der additiven Farbmischung ist Rot eine der Grundfarben, in der subtraktiven entsteht es aus Magentarot und Gelb. Die Komplementärfarbe ist Cyanblau.
Reines Rot hat im RGB-Farbraum den Wert RGB = (1;0;0). In der im Computerbereich üblichen Darstellung mit einem Byte je Grundfarbe („true color“) entspricht das dem Wert (255;0;0) dezimal beziehungsweise FF0000 hexadezimal. Im Lab-Farbraum wird rot etwa durch L*a*b* = {100;70;0} angegeben. In Worten ausgedrückt: „schön leuchtend, weder gelb, noch blau, gegenteilig zu grün“.

### Lichtfarbe
Braun ist ein dunkles Rot. Rotes Licht wirkt bei geeigneter spektraler Zusammensetzung auf die L-Zapfen, so dass auch ein etwas dunklerer Eindruck entsteht, was bei der Beleuchtung in Nachtbars erwünscht ist. Hier ist rotes Licht geeignet, um „anregende“ Bräune der Haut vorzutäuschen. Diese besondere Beleuchtung, die auf der Menschenhaut das „Sonnengebräunte“ ergibt, wird werbewirksam bei der Beleuchtung von Backwaren und Braten genutzt.
Am roten Ende des Spektrums beginnt mit dem Infrarot die Wärmestrahlung, diese Strahlung ist das sogenannte Rotlicht. Die wesentlichste Nutzung ist die Rotlichtbehandlung, eine medizinische Anwendung der Wärmestrahlung. Durch Vorschaltung eines Rotfilters kann schon Glühlampenlicht, das zum größten Teil Wärme(strahlung) entwickelt, bei geeigneter Technik diese Wirkung erreichen.

### Visuelle Effekte
Das langwellige Licht wird an kleinen Teilchen in der Luft am wenigsten stark gestreut, weshalb Sonnenauf- und Untergänge rot erscheinen und der Mond bei Mondfinsternissen rötlich leuchtet (durch das in der Erdatmosphäre schwach gestreute rote Licht). Aus dem gleichen Grund ist rotes Licht durch Nebel weiter sichtbar als andere Farben, weshalb es bei Eisenbahn und im Straßenverkehr als Haltesignal und Schlusslicht eingesetzt wird, sowie als Hindernisbefeuerung an hohen Bauwerken für den Flugverkehr. Ein Spezialfall ist das Alles-Rot bei Signalanlagen.
Wasser absorbiert rotes Licht am besten, weshalb unter Wasser schon in relativ geringen Tiefen kein Rot mehr wahrgenommen werden kann.
Einige Insekten, beispielsweise Bienen, haben keine Rezeptoren für rotes Licht. Rote Blumen nehmen sie als schwarz wahr. Ihre Wahrnehmung ist in Richtung Ultraviolett verschoben, dadurch können sie die (für Menschen) weißen Blüten besser unterscheiden. Auch rote Blüten haben unterschiedliche ultraviolette Farbmuster.
Beim Menschen kann es zu Unregelmäßigkeiten bei der Wahrnehmung der Farben kommen, Näheres dazu findet sich unter Rot-Grün-Sehschwäche, einer Farbfehlsichtigkeit.

## Farbnuancen und Farbmittel
In frühen Zeiten (schon in der Urzeit) genutzte rote Farbmittel sind Mineralfarben, die auf Eisenoxidrot beruhende Gruppe der roten Erdpigmente, deren Farbsättigung gering ist und deren Farbnuancen je nach Anteilen vom gelben Rot bis zum roten Braun reichen.

### Orangerot, Scharlachrot
Die gelbstichigen Rottöne werden als „Orangerot“ geführt, weil deren Farben zum Orange tendieren. „Scharlachrot“ gehört ebenfalls dazu, es ist der Farbton des Zungenausschlags bei der Kinderkrankheit Scharlach. Eine ältere Bezeichnung für diese Farbtöne ist „Karmin(rot)“ (siehe unten). Sie verweist auf den gleichnamigen Farbstoff, dessen Grundlage die in der Regel aus Schildläusen gewonnene Karminsäure bildet, die heute jedoch weitgehend durch synthetische Azofarbstoffe ersetzt wird.

### Zinnoberrot, Permanentrot, Feuerrot

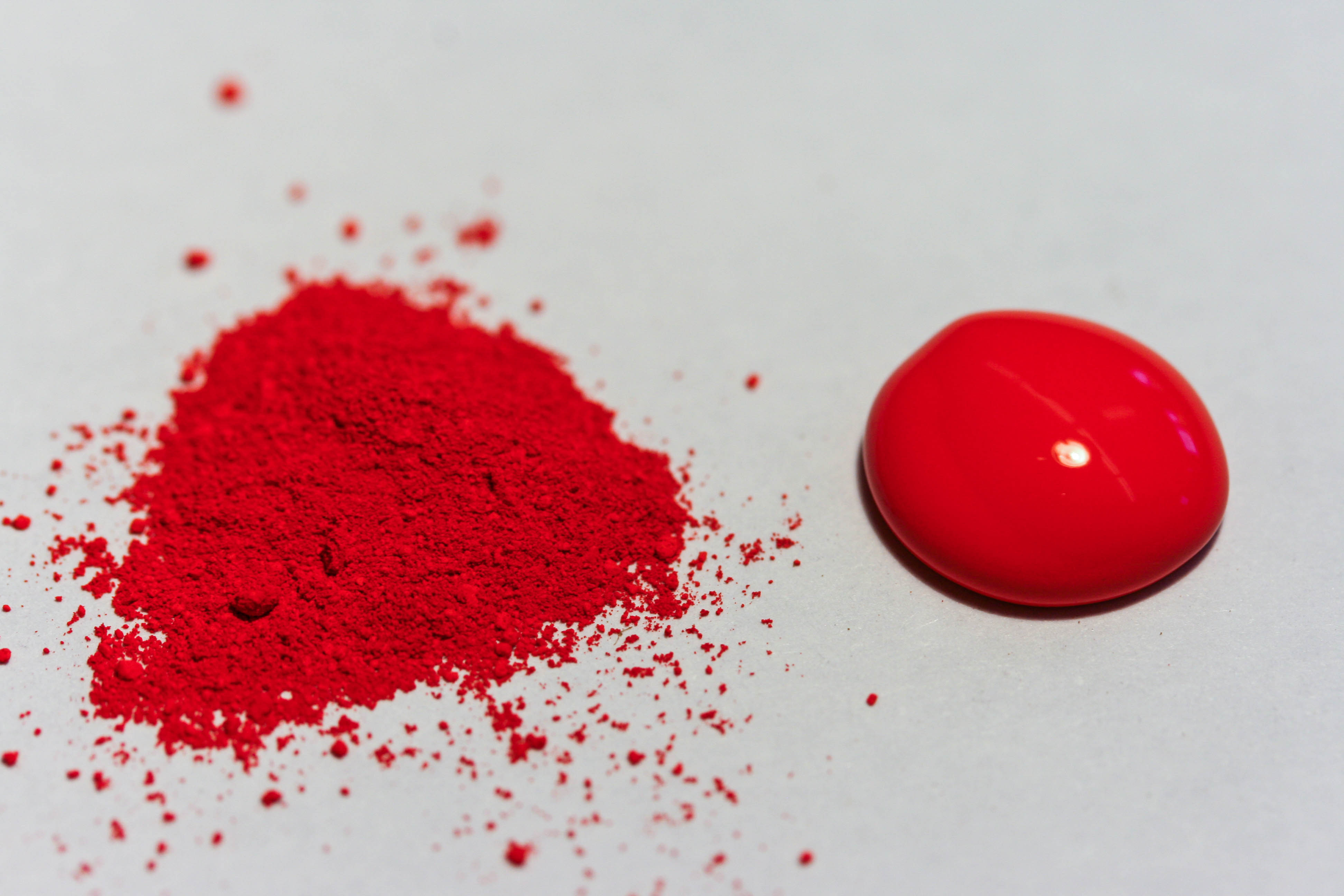
Zinnoberrot: als Pulver und angeteigt

Zinnoberrot ist ein leicht ins Gelbe tendierendes Rot. Es ist eine Grundfarbe der Computergrafik. Die Fluoreszenz der Leuchtstoffe von Monitoren entspricht diesem Farbton. Die RAL-Bezeichnungen lauten RAL 3000 Feuerrot, 3001 Signalrot oder 3024 Leuchtrot.
Organische Farbmittel in dieser Nuance lauten gemäß Handelsname auf „Permanentrot“. Zu diesen organischen Farbmitteln können Perylenrot (MePTCDI, PTCDA) und Chinacridonrot von der Konfiguration her gehören.
Anorganische Farbmittel sind schwermetallhaltige Pigmente, die heute teilweise nur noch von historischer Bedeutung sind. Diese Pigmente haben folgende Eigenschaften:
- Zinnober, als Mineral Cinnabarit, ist die rote Modifikation von Quecksilbersulfid. Da diese Verbindung das Quecksilber sehr stabil bindet, gilt sie als ungiftig.
- Cadmiumrot ist wegen des Gehaltes des Schwermetalls Cadmium giftig.
- „Saturnrot“, „Pariser Rot“ besteht aus Mennige und ist ein giftiges Bleipigment von historischer Bedeutung, es wird auch als Eisenmennige imitiert.
- Realgar ist ein arsenhaltiges Pigment und dadurch giftig.
- Chromrot ist wegen des Chromgehaltes giftig.

### Mittelrot, Hochrot, Blutrot
Visuell reines Rot heißt Mittelrot oder Hochrot. Als vergleichender Farbname heißt es Blutrot nach der Farbe des frischen arteriellen Blutes. Der Farbton wird als RAL 3020 Verkehrsrot oder RAL 3003 Rubinrot geführt.
Ein CIE-korrektes Mittelrot (1,0,0) ist am Computermonitor nicht voll gesättigt darstellbar. Röhrenmonitore zeigen hier eine deutlich farbtiefere Darstellung als handelsübliche Flüssigkristallbildschirme.
Farbmittel werden unter dem Namen Echtrot gehandelt. Auch bei den mineralischen Pigmenten Zinnober oder Cadmium- und Chromrot gibt es hochrote Sorten.

### Karminrot, Purpurrot, Weinrot
Mit Purpurrot bezeichnet man den Übergangsbereich von Farben, die in Richtung Violett und Blau tendieren. Weinrot ist ein Dunkelrot, wie die Farbe roten Weins, oder nach anderen Quellen wie das rote Herbstlaub der Weinrebe.
Namenprägende Farbmittel sind
- Purpurrot, der Farbstoff Purpur, ein Bromindigo, der lange Zeit das edelste leistungsstarke Farbmittel für diesen Farbbereich war, als echter Schneckenpurpur
- Karminrot: Karmin (Karmesin, Cochenille), ein ebenfalls hochwertiges Färbemittel, das unter anderem aus Brasilholz, Orcein, Lackschildlaus, Kermeslaus und Cochenilleschildlaus gewonnen wurde. Eine ältere Farbbezeichnung dieser Farbtöne war „Karmin(rot)“, der Farblack der Karminsäure.
- Krapprot oder Alizarinrot: Krapplack, aus dem Färberkrapp und anderen Färberpflanzen (heute synthetisch hergestellt). Ein erster brauchbarer Ersatz war Kadmiumrot foncé („dunkel“), giftig

Heute verwendet man neben Chinacridon und Perylen besonders Cochenillerot A (E 124), einen Azofarbstoff, der auch als Lebensmittelfarbstoff zugelassen ist.
„Kühles Rot“ ist am Computermonitor auf Grund der erreichbaren Leuchtstoffe nur mit deutlichen Kompromissen darstellbar.

### Braunrot
Ausmischungen von Rottönen ins Schwarze und Graue ergeben die Tertiärfarbe des Braunrot oder genannten Nuancen. Dieses „gebrochene Rot“ kann die gesamte Breite von gelbstichigen bis zu purpurnen Farbtönen umfassen. Ostwald nannte das eine Verschwärzlichung des reinen Farbtons.
- Eisenoxidrot: Persischrot, Venetianischrot, Florentinerrot, Titianrot, Marsrot
- Roter Bolus, Rötel, oder die gebrannten Erden Ocker, Siena im orangeroten Bereich
- Englischrot, die wichtigste blaustichige rote Erde
- Falunrot, auch als Schwedenrot bekannt

## Bedeutung und Anwendung

### Warnung und Signal

Roter Hintergrund am Stoppschild

Die Farbe Rot ist eine der auffälligsten Farben und dient oft als Warnfarbe – meist in Kombination mit Weiß. Das Haltesignal von Verkehrsampeln ist rot, für Warn- und Verbotsschilder wird Rot verwendet. Bei Aufnahmen für Radio und Fernsehen signalisiert Rot Achtung und ein später folgendes Grün, dass Kamera und Mikrofon aufnahmebereit sind. In der Bedeutung Achtung wird der Farbbegriff für eine Vielzahl Roter Listen genutzt, in denen auf die Gefährdung oder Gefährlichkeit der dokumentierten Inhalten hingewiesen wird. Bei einigen Großpilzen kann Rot Gefahr signalisieren. Die Farbe Rot (nach menschlichem Farbempfinden) dient Tieren als Warntracht. Rot am langwelligen Ende könnte aber auch als dunkel und wenig deutlich wahrgenommen werden.
- Ein für Radioaktivität verwendetes Warnsymbol enthält Rot und Schwarz.
- Die Symbolik der Verkehrsampel wird beim Fußballspiel genutzt, die Rote Karte verteilt der Schiedsrichter bei grober Unsportlichkeit, für Verwarnungen die Gelbe Karte.
- Früher war die Berufskleidung der Scharfrichter bei öffentlichen Hinrichtungen häufig rot.
- Das rote Tuch beim Stierkampf ist die Reizfarbe des Menschen, den rotblinden Stier selbst stört nur die Bewegung des Tuchs.

In der Werbung wird dagegen Rot eingesetzt, um auf Produkte aufmerksam zu machen. Eine rote Laterne steht für den letzten Platz in einer Rangfolge, markiert aber auch den Standort eines Bordells. So wird der Begriff „Rotlicht“ in einem übertragenen Sinne gebraucht. Bei manchen Tierarten, zum Beispiel Fregattvögeln, spielt Rot als Signalfarbe auch eine Rolle bei der Fortpflanzung. Bei Pflanzen zeigt Rot oft die Fruchtreife an.

### Psyche

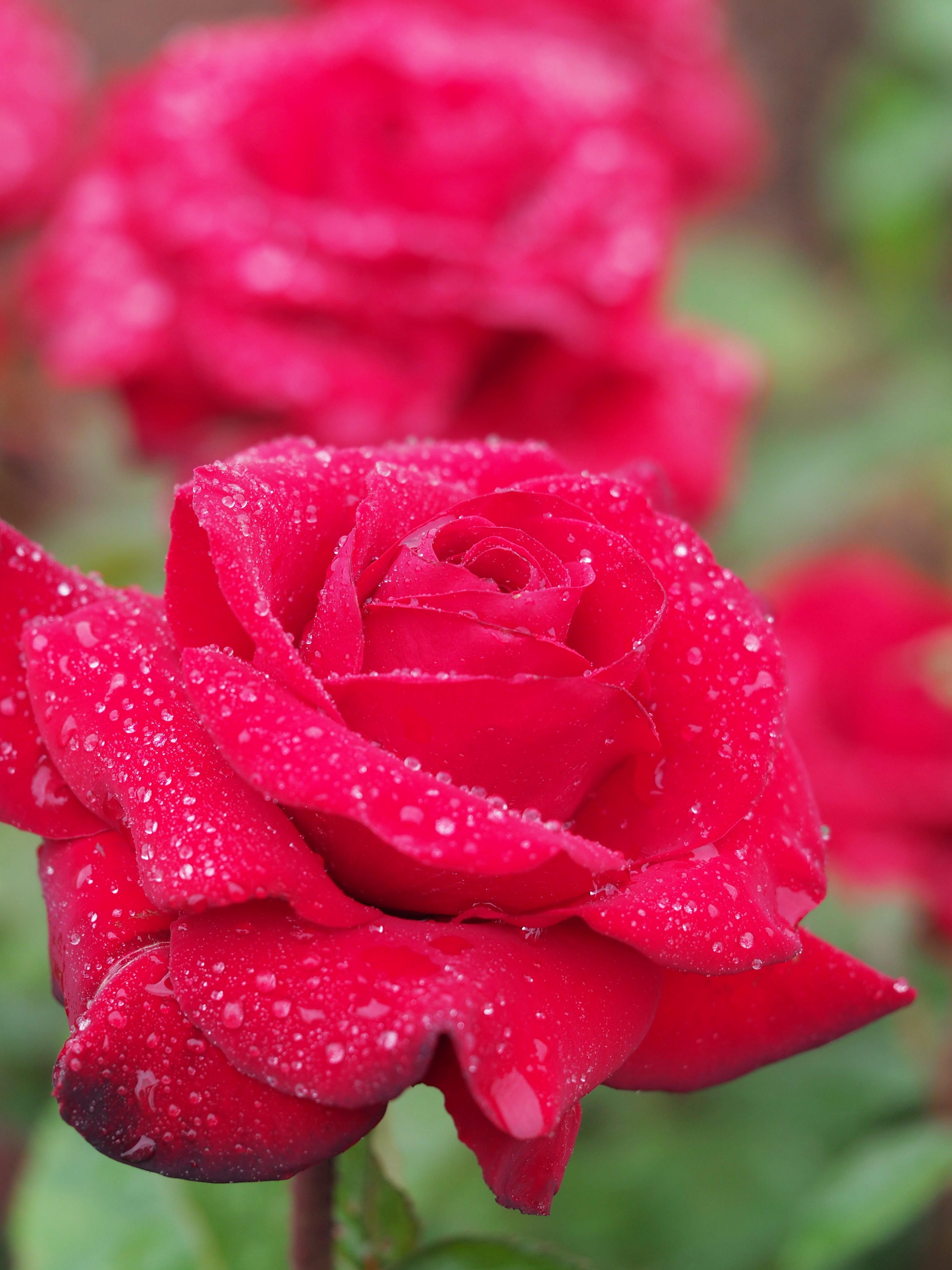
Rote Rosen stehen für leidenschaftliche Liebe

Rot ist eine warme Farbe. Glut ist rot. Rot gilt als Farbe des Blutes und ist mit Leben verknüpft. Es bedeutet Energie und Wärme.
Rot steht für Freude, Leidenschaft, Liebe sowie Erotik, aber auch für Aggression und Zorn, so etwa bei dem Begriff „rotsehen“ oder beim roten Tuch.
Weibliche Bonobos und Schimpansen erröten an verschiedenen Stellen ihres Körpers (z. B. den Genitalien und auf der Brust), wenn sie nahe der Ovulation sind. Untersuchungen haben gezeigt, dass Männchen auf diese roten Signale mit verstärkter Masturbation und Begattungsversuchen reagieren. Psychologische Experimente (2010) mit Menschen haben gezeigt, dass Männer von roter Kleidung an Frauen stärker angezogen werden als von andersfarbiger Kleidung. Diese anregende erotische Wirkung der Farbe Rot macht man sich schon lange in Bordellen bzw. im sogenannten Rotlichtmilieu zunutze. Rote Bekleidung bei Frauen führt zu einer signifikant höheren Kontaktrate bei Dating-Websites im Vergleich zu Frauen mit schwarzer, weißer, gelber, blauer oder grüner Bekleidung. Zusätzlich besteht eine höhere Wahrscheinlichkeit beim Per-Anhalter-Fahren mitgenommen zu werden. Dementsprechend misstrauen Frauen anderen Frauen in roter Kleidung. Männer in roter Kleidung wiederum werden von anderen Männern als dominant erlebt, von Frauen aber eher als aggressiv. Andererseits nahmen Frauen Fotos von Männern auf rotem Hintergrund attraktiver wahr, als Fotos, die ihnen auf weißem Hintergrund gezeigt wurden.
Grundsätzlich wird man unabhängig vom Geschlecht als modischer wahrgenommen, sobald man die Farbe Rot trägt.
Für die psychische Wirksamkeit gibt es umstrittene Ansätze. Bei anspruchsvollen oder geistigen Aufgaben wirkte es eher kontraproduktiv: Sportler mit rot gekleideten Gegnern verlieren beispielsweise häufiger und sehen Schüler vor einem Test rot, schneiden sie schlechter ab. Gesteigert werden kann dieser farbpsychologische Effekt noch durch die Kombination mit Schwarz, der Farbe des Todes. Der Zusammenhang von Rot und Aggression führte in der Antike dazu, dass der rote Planet Mars mit dem Kriegsgott Mars assoziiert wurde. Dadurch war es auch die männliche Farbe, und für Jungen war das „kleine Rot“ (Rosa) vorgesehen, bis es nach dem Ersten Weltkrieg, Anfang der 1920er Jahre, durch das Blau der Arbeitswelt (Marineuniform, blaue Arbeitsanzüge) abgelöst wurde.
Erröten kann ein Zeichen von Scham oder Verlegenheit sein, aber auch von Zorn. Hier spielt das seelische System die treibende Kraft, indem es die Blutversorgung aktiviert und damit den Hautton verändert. Die Verringerung des Blutdrucks führt zum Erblassen.

### Rot mit schön gleichgesetzt
Die besondere Bedeutung von Rot als seltenes Farbmittel und als kräftige, auffallende Farbtönung brachte gelegentlich eine Verbindung zu schön.
- Im Russischen besaß das Wort rot (краcный) ursprünglich sowohl die Bedeutung „rot“ als auch „schön“ (im modernen Russisch daher gesteigert als прекраcный sowie abgeleitet als красивый). Beispielsweise gilt der Rote Platz (russisch Красная площадь, deutsche Transkription Krasnaja ploschtschad, wiss. Transliteration Krasnaja ploščadʹ) seit dem 17. Jahrhundert als der „schöne Platz“ in Moskau.
- Im Mittelalter gab es den gesonderten Berufsstand der Schönfärber, die ein leuchtendes Rot der repräsentativen Kleider färben konnten. Allerdings gelang es ihnen auch, minderwertigen Stoffen einen besseren Eindruck zu geben. So blieb von diesem Berufsstand die übertragene Bedeutung der Schönfärberei.
- Goethe äußerte sich: „Die vollendeteste Farbe ist das roth. Roth ist das Blut. Gelb fordert rothblau * blau – rothgelb * Purpur – grün u. umgekehrt.“ zit. Einige Erinnerungen Sophie von Schardts aus Goethes Vorträgen bei seinen Mittwoch Frühstücken.[11]

### Religion

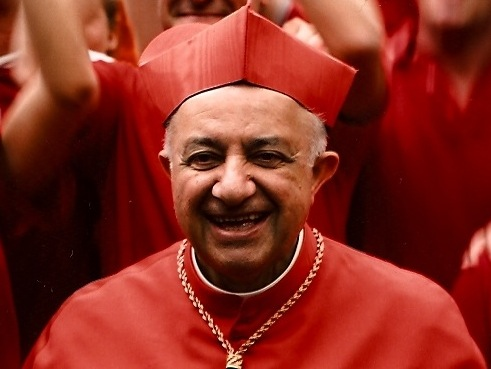
Der mailändische Kardinal Dionigi Tettamanzi im Kardinalsornat

- Die Farbe Rot spielt in zahlreichen Religionen eine Rolle. In primitiven Gesellschaften ist Rot die Farbe von Feuer und Blut. So wird sie mit der Fähigkeit assoziiert Dämonen zu exorzieren, Krankheiten zu heilen und den bösen Blick abzuwehren.
- Im Alten Ägypten war Rot dem Wüstengott Seth heilig.[1]
- In der jüdischen Tradition stand Rot für den Menschen, aber auch für JHWH, der Mose im brennenden Dornbusch erschien. Leuchtendes Rot war die Farbe des Blutopfers und das Symbol für die Sünde, die mit diesem Opfer gesühnt werden sollte. Sie stand für Reichtum, Krieg und erotische Liebe.[12]
- Im Christentum ist Rot die Farbe des Heiligen Geistes und des Blutes der Märtyrer. Rot symbolisiert Gefahr und im übertragenen Sinn Sünde. Bereits im 11. Jahrhundert übernahm die römisch-katholische Kirche Rot als Farbe der Chorkleidung ihrer höchsten Würdenträger, sie verwies auf die Bereitschaft, notfalls das eigene Blut für Christus und die Kirche hinzugeben. Rot und speziell Purpur ist die Farbe der Autorität, die von weltlichen Herrschern getragen wurde und deren Farbmittel auf dem seltenen Purpurfarbstoff der Purpurschnecke beruhte. 1295 erließ Papst Bonifatius VIII. eine Verfügung, der zufolge Kardinäle rote Soutanen zu tragen haben.[12] Aus historischen Gründen spricht man vom Kardinalspurpur und nennt Kardinäle auch Purpurträger. Heute tragen Kardinäle scharlachrot (siehe nebenstehendes Bild).
- In der orthodoxen Kirche steht Rot auch für das Leben und die Auferstehung.

### Esoterik
Im tantrischen Hinduismus, im tantrisch-buddhistischen Vajrayana, im Yoga, in der Traditionellen Chinesischen Medizin (TCM) und in einigen esoterischen Lehren werden die postulierten feinstofflichen Energiezentren im physischen Körper des Menschen als Chakren bezeichnet. Die Farbe Rot wird mit ihrer „Frequenz“ dabei dem ersten, dem Wurzelchakra zugeschrieben.

### Politik und Militär

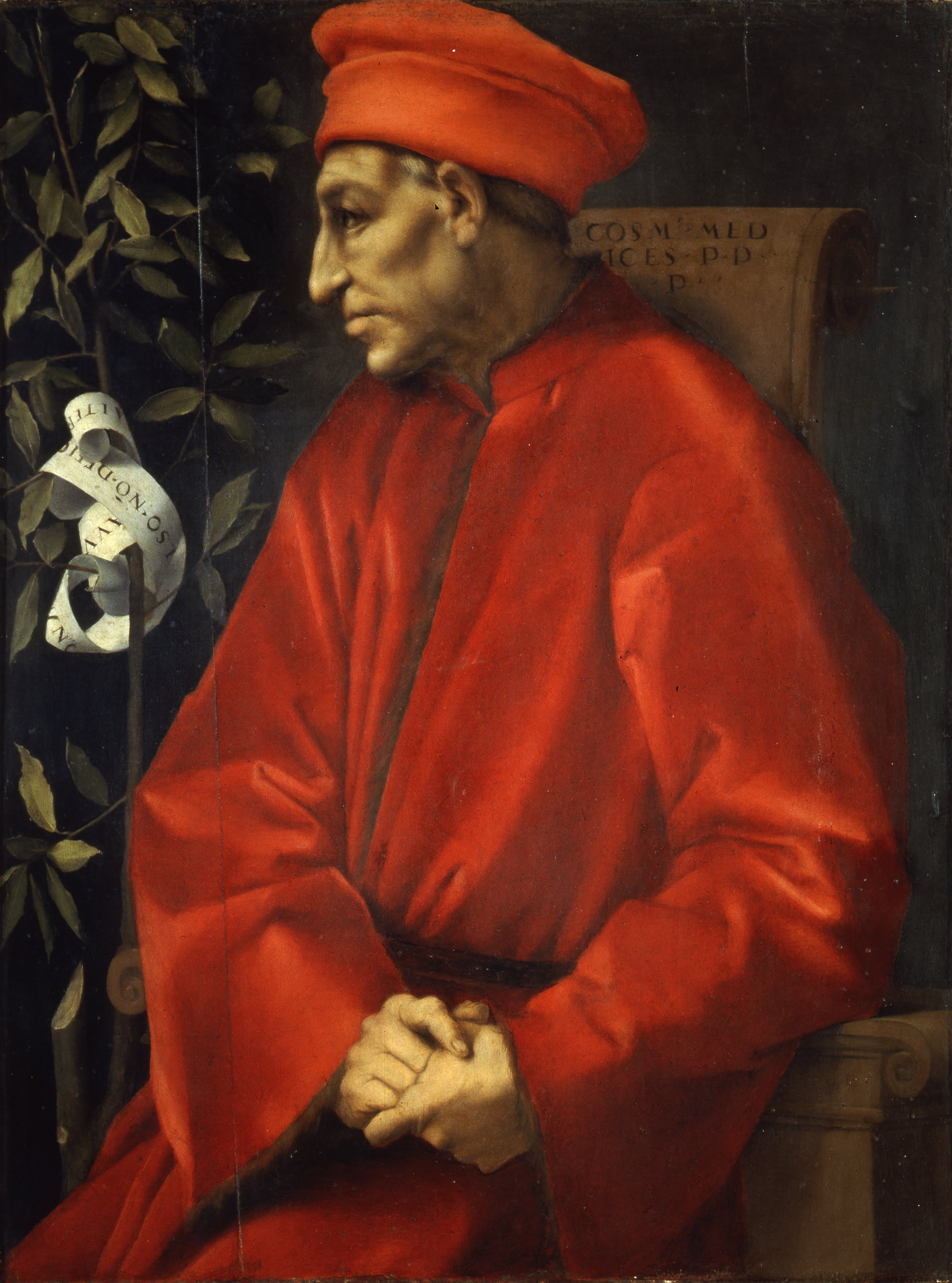
Cosimo de’ Medici

Die politische Bedeutung der Farbe Rot hat sich im Verlauf der Zeit erheblich gewandelt. Das teure Purpur ist mit herrschaftlicher Machtausübung verbunden, wobei in historischer Zeit unter Purpur eine Farbskala verstanden wurde, die von einem dunklen Scharlachrot bis Violett reichte. Purpurschnecken wurden bereits von den Phöniziern zum Färben eingesetzt. Römische Magistrate sowie Senatoren trugen ihre Toga mit einem Purpurstreifen, und auch die Toga der römischen Kaiser wurde mit Purpur gefärbt. Junge Könige trugen einen anfangs mit grünem Purpur gefärbten Mantel (pallium). Im Laufe der Zeit verfärbte sich der Mantel rot. So zeigte sich eine symbolische Wandlung vom unreifen zum reifen Herrscher.
- Die Farbe Rot blieb im Mittelalter die Farbe der Machtausübung. Rote Farbstoffe waren nur hohen Würdenträgern erlaubt und zugänglich.[12] Im Venedig des 15. Jahrhunderts trugen auch junge, wohlhabende Adelige zunehmend Rot. Der Ausdruck a modo principe „wie ein Prinz [gekleidet]“ bezeichnete jene, die sich das auffallende Rot leisten konnten.[12] Rot war das nach außen sichtbare Zeichen von Macht und Wohlstand. Logo der SPD

Logo der SPD

- Heute wird Rot als die politische Farbe der Arbeiterbewegung verstanden und von sozialdemokratisch, sozialistisch und kommunistisch ausgerichteten Parteien, Bewegungen und Gewerkschaften als symbolisierendes Merkmal eingesetzt. In Deutschland ist es die Kennfarbe der SPD, in Österreich die der SPÖ. Über die traditionellen Wurzeln der SPD und durch die Zeit der SED hindurch ist es auch die Farbe[13] der Partei DIE LINKE. In den Medien wird dieser zur Unterscheidung vom Rot der SPD ein Dunkelrot, mitunter auch ein rotes Purpur zugeordnet.
- Die Rote Fahne ist weltweit ein Identifikationsemblem sozialistischer Bewegungen.
- Verschiedentlich wurden auch Publikationsorgane kommunistischer Parteien (Zeitungen, Zeitschriften, Flugschriften) in mehreren Ländern nach vorgenannter Flagge benannt, so beispielsweise in Deutschland Die Rote Fahne der KPD zwischen 1918/19 und 1945. Flagge der Sowjetunion

Flagge der Sowjetunion

- Die Sowjetarmee nannte sich Rote Armee in Tradition der farblichen Kennzeichnung der revolutionären „Roten“ im Kampf mit bürgerlich-imperialistischen „Weißen“, den Gegenspielern während der Bürgerkriege nach der Oktoberrevolution. In Anlehnung an die Rote Armee während der Kämpfe in Ruhrgebiet und Mitteldeutschland bezeichnete sich eine in Deutschland von 1970 bis 1998 tätige linksextremistische Terrororganisation als Rote-Armee-Fraktion.
- Als Rote Kapelle fasste die Gestapo kommunistische Gruppen zusammen, die Widerstand gegen den Nationalsozialismus im Zweiten Weltkrieg geleistet haben.
- Als rote Socke wurden vor allem in den ersten Jahren nach dem Mauerfall umgangssprachlich abwertend Personen bezeichnet, denen vorgeworfen wurde, im Gedankengut der DDR zu verharren. Der Ausdruck wurde im Zuge der Ereignisse um die deutsche Wiedervereinigung ab 1989/90 insbesondere für Anhänger der damaligen PDS zunächst von deren Gegnern verwendet, bis die Partei selbst ihn in einem persiflierenden Sinn bei Wahlkämpfen zeitweilig als Eigenbezeichnung übernahm. Eine mit Nelken geschmückte Gedenkplatte zur Nelkenrevolution am Largo do Carmo in Lissabon (25. April 2013)

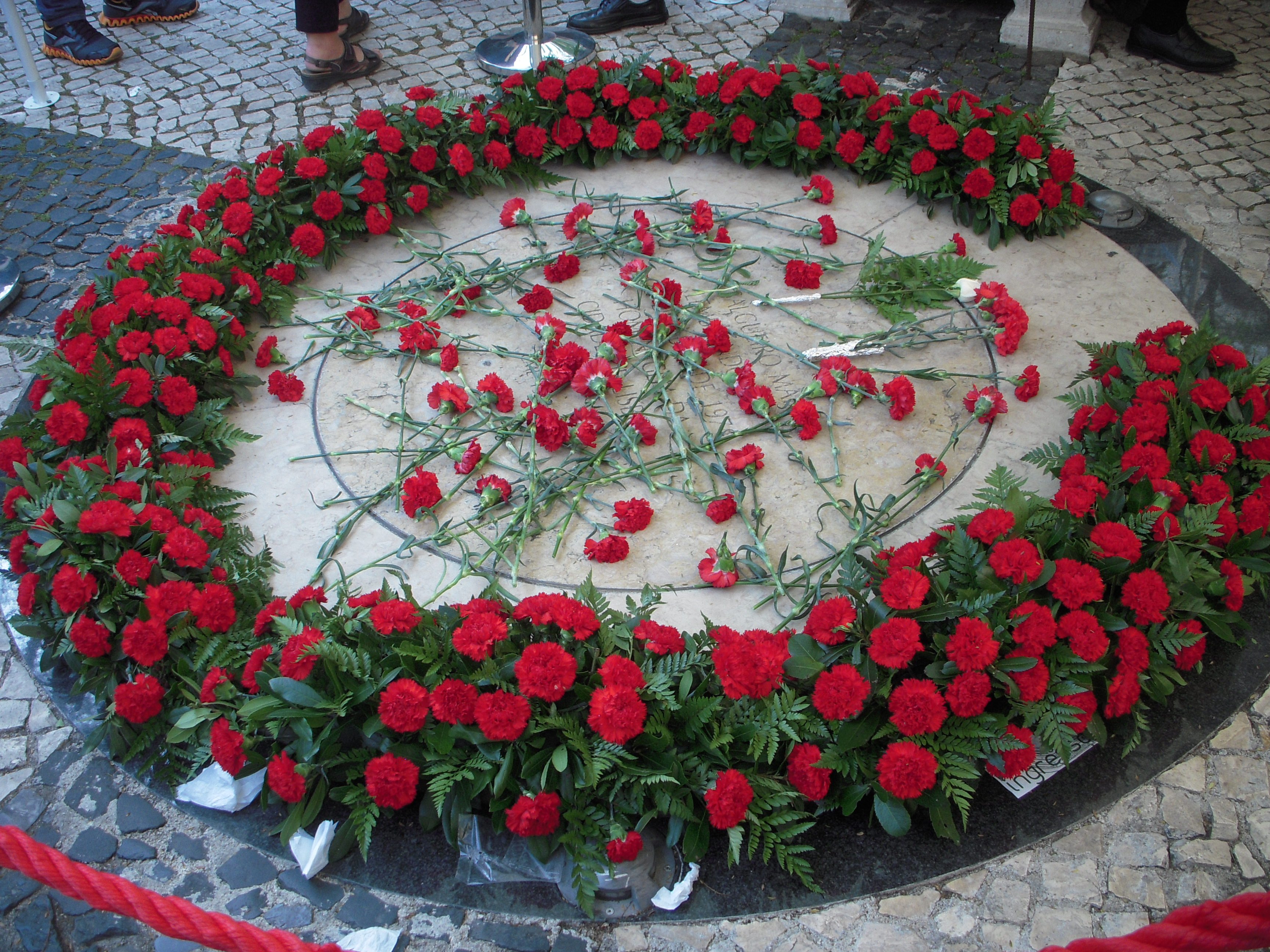
Eine mit Nelken geschmückte Gedenkplatte zur Nelkenrevolution am Largo do Carmo in Lissabon (25. April 2013)

- Bei der portugiesischen Nelkenrevolution am 25. April 1974, die die jahrzehntelange Diktatur beendete, wurden rote Nelken als Symbol eingesetzt. Noch heute ist es in Portugal üblich, an jedem Gedenktag eine rote Nelke zu tragen.
- Aufgrund der Farbe ihrer Uniform wurden zwischen etwa Mitte des 17. und Ende des 19. Jahrhunderts die Angehörigen der britischen Armee umgangssprachlich oft als Rotröcke (Redcoats) bezeichnet.
- Als Rothemden wurden aufgrund der Bekleidung historisch die Angehörigen von Giuseppe Garibaldis Freischärlerarmee im sogenannten Zug der Tausend gegen das Königreich beider Sizilien bezeichnet, die 1860 die Herrschaft der spanischen Bourbonen in Sizilien und Neapel beendeten und damit eine entscheidende militärisch errungene Grundlage für die Schaffung des italienischen Nationalstaates setzten.
- Ebenfalls unter der Bezeichnung Rothemden wurden in den Jahren 2009 und 2010 die Antiregierungskräfte der National United Front of Democracy Against Dictatorship bei den Unruhen in Thailand bezeichnet.
- In den USA verwendet die Republikanische Partei inoffiziell die Farbe Rot als Kennzeichnung ihrer Aktivitäten.
- In den Streitkräften der NATO werden Feindkräfte in Rot dargestellt, in verschiedenen Lagen wird auch von Rotland gesprochen.
- Rot ist – neben Weiß – in den meisten Hanseflaggen enthalten.

### Corporate Identity
Rot ist aufgrund seiner Wirkung und der damit verknüpften Emotionen als Corporate Design verbreitet.
Es dient Unternehmen als Wiedererkennungsmerkmal, zur Repräsentation von Marketingzielen oder wegen seiner allgemeinen Wirkung im Kulturkreis.
Das Komplement rot auf weiß zur Schweizer Flagge wurde als Symbol des Roten Kreuzes für die internationale Organisation der humanitären Hilfe gewählt. Da das Kreuz in anderen Kulturkreisen anders belegt ist, wurde im jüdischen Kulturkreis der Rote Davidstern als humanitäre Organisation gebildet und entsprechend im islamischen Bereich der Rote Halbmond.

### Indien
Das melodische Gerüst (Raga) der klassischen indischen Musik ist etymologisch von Sanskrit ranj, „färben“, „jubeln“, abgeleitet und folglich ist die Musik mit der roten Farbe verbunden, denn diese gilt in Indien als Farbe der Liebe und Leidenschaft. In der bildlichen Umsetzung der Ragas in die Ragamala genannte Gattung der indischen Miniaturmalerei ist entsprechend häufig der Rahmen rot bemalt.

### China, Südostasien

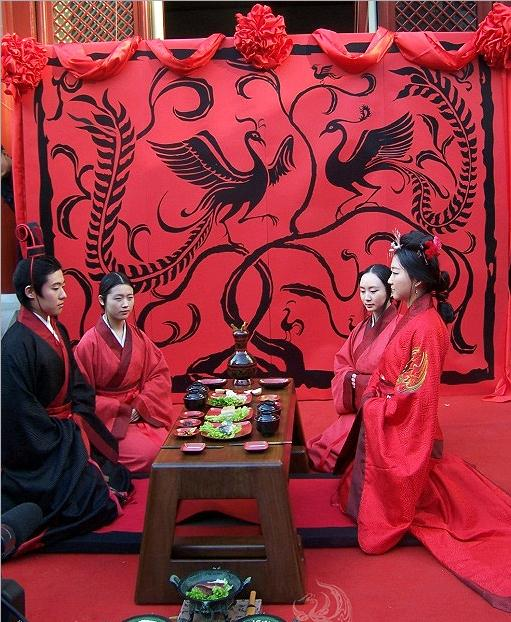
Traditionelle chinesische Hochzeitszeremonie

In China steht die Farbe Rot als Symbol traditionell für Freude, Sommer und den Süden (vgl. Fünf-Elemente-Lehre). Rot bedeutet Glück und wird daher gern für Geschenkpapier, Einladungskarten und alles Festliche verwendet. Die Farbe des traditionellen Brautkleides ist rot, doch wird heute vermehrt unter westlichem Einfluss auch in Weiß geheiratet.
Unter Bezug auf diese traditionelle Deutung bekam Rot eine zusätzliche Bedeutung mit dem Vordringen des Maoismus im 20. Jahrhundert. Die Nationalflagge der Volksrepublik China hat ebenso wie die Flagge der Partei die Grundfarbe Rot. Auf dieser „Roten Fahne“, chinesisch Hongqi, beruht die Automarke dieses Namens. Die Roten Garden, eine Jugendorganisation in der Kulturrevolution leiteten ihren Namen ebenfalls vom „maoistischen Rot“ ab.
- Die Flagge der Sozialistischen Republik Vietnam zeigt einen gelben Stern auf rotem Grund.
- Die Roten Khmer in Kambodscha waren extreme maoistische Kommunisten.
- Jedem Wochentag ist in Thailand eine Tagesfarbe zugeordnet, Rot ist die Farbe des Sonntags.

### Sport
Rot ist aufgrund seiner ursprünglichen Farbwirkung die meist gewählte Farbe von Fußballmannschaften. Beispiele sind Liverpool FC (England), in Deutschland Rot Weiss Ahlen, Rot-Weiss Essen, Rot-Weiss Frankfurt, Rot-Weiß Köln, Rot-Weiß Oberhausen, die „roten Teufel“ des 1. FC Kaiserslautern oder der 1. FC Nürnberg. Der FC Bayern München galt von Beginn an lange Zeit als „Die Rothosen“.
Andererseits bezeichnet man den Letzten in einem sportlichen Wettbewerb auch als „rote Laterne“, insbesondere bei der Tour de France (siehe Lanterne Rouge) oder bei der Fußball-Bundesliga.

### Kampfsport

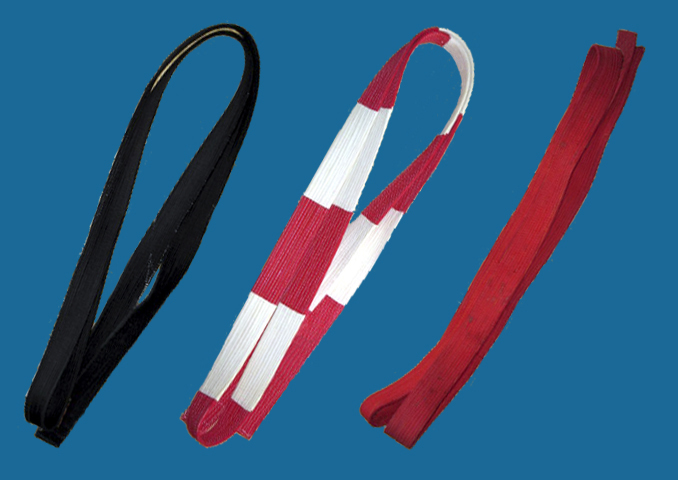
Die Gürtelfarben der Meistergrade im Judo

In vielen Kampfkünsten – wie Jiu Jitsu, Judo – wird ein gefärbter Gürtel (japanisch: Obi) als Erkennungszeichen an der Kampfsportkleidung (japanisch: Keikogi) getragen. Im Budo repräsentiert der rote Gurt den Kenntnisstand des langjährigen und engagierten Budoka. Die rote Gurtfarbe repräsentiert den neunten und zehnten Meistergrad (japanisch: Dan), welcher ausschließlich verliehen wird und den Großmeistern (japanisch: O-Sensei) der jeweiligen Kampfdisziplin vorbehalten ist.
Studien aus dem Jahr 2005 zeigten einen signifikanten Zusammenhang zwischen der Farbe der Kleidung der Sportler und dem Ausgang des Kampfes. Demnach gewann in den meisten Fällen der Sportler, der die Farbe Rot trug. Im Vergleich zu der Farbe Blau, wird Rot mit Dominanz und Aggression in Verbindung gesetzt. Das kann dazu führen, dass Gegner eingeschüchtert werden, während man sich selbst als stärker und überlegen wahrnimmt.

### Kartenspiel
Im Kartenspiel entspricht Rot der französischen (Spiel-)Farbe cœur (Herz). Das Symbol ist das Herz, wie auch im deutschen Blatt.

### Heraldik
In der Heraldik (Wappenkunde) zählt Rot zu den klassischen Tinkturen, das neben den Metallen Gold und Silber als Farbe bezeichnet wird. Es stand lange Zeit für das Heilige Römische Reich deutscher Nation.

### Rassismus
In Rassentheorien wurde Rot als Hautfarbe mit den Indianern, das heißt mit den indigenen Einwohnern Amerikas, in Verbindung gebracht. Die deutschen Bezeichnungen „Rothaut“ oder „rote Rasse“ standen bis weit ins 20. Jahrhundert sowohl in wissenschaftlichen als auch in populären Schriften. Heute ist der Farbbezug teilweise als Selbstbezeichnung traditioneller Volksgruppen erhalten, etwa im Wort Red Power, das Symbol der Indianerbewegung in den Vereinigten Staaten. Auch die Rote Nation in Namibia könnte auf die Selbstbezeichnung „rote Menschen“ zurückgehen, wobei die Namensherkunft hier nicht genau geklärt ist.

## Objekte in Rot

### Natur
In der Natur kommen Farbtöne vor, deren Bezeichnung als „Rot“ sehr ungenau ist, und beispielsweise bei unbelebten Objekten wie Stoffen oder in der Kunst höchstens als rötlich oder anders definiert würden. Besonders augenfällig ist dies bei den menschlichen Haarfarben Rot oder Rotblond, und bei dem Fell verschiedener Tiere wie Rothirsch, Rotluchs, Rotfuchs oder dem Roten Riesenkänguru. Solche Nuancen sind eigentlich kein wirkliches Rot, sondern entsprechen eher Farben wie Kupfer, Rotbraun oder Goldbraun. Ein anderer Fall ist der sogenannte Rotkohl, der bezeichnenderweise in manchen Gegenden als Blaukraut bezeichnet wird und dessen Farbe genaugenommen ein Purpur- oder Violett-Ton ist. Das Rot der in Europa bekannten sogenannten Alten Rosen war bis ins 19. Jahrhundert grundsätzlich leicht blau- oder lilastichig, es gab also neben Weiß und Rosa nur purpurrote Nuancen; erst mit der Einführung und Einkreuzung einer karmesinroten Chinesischen Rosensorte tauchten die heute so beliebten rein roten Rosen auf.
Die folgende Liste ist nicht vollständig, sondern listet z. B. bei Tieren nur solche Arten auf, bei denen die Farbbezeichnung „Rot“ im Namen vorkommt. Es gibt insbesondere Vögel, die teilweise leuchtendes Rot an ihrem Körper tragen, ohne dass dies im Namen erscheint, z. B. bei Störchen oder Papageien.
- Rote Blutkörperchen, die Zellen im Blut von Wirbeltieren, die dem Stoffwechsel von Sauerstoff und Kohlendioxid dienen
- Roter Riese, eine Sternenklasse Karmesin-Nektarvogel (Aethopyga siparaja)Rotaugenlaubfrosch (Agalychnis callidryas)
- Tiere
  - Rotauge: eine Fischart

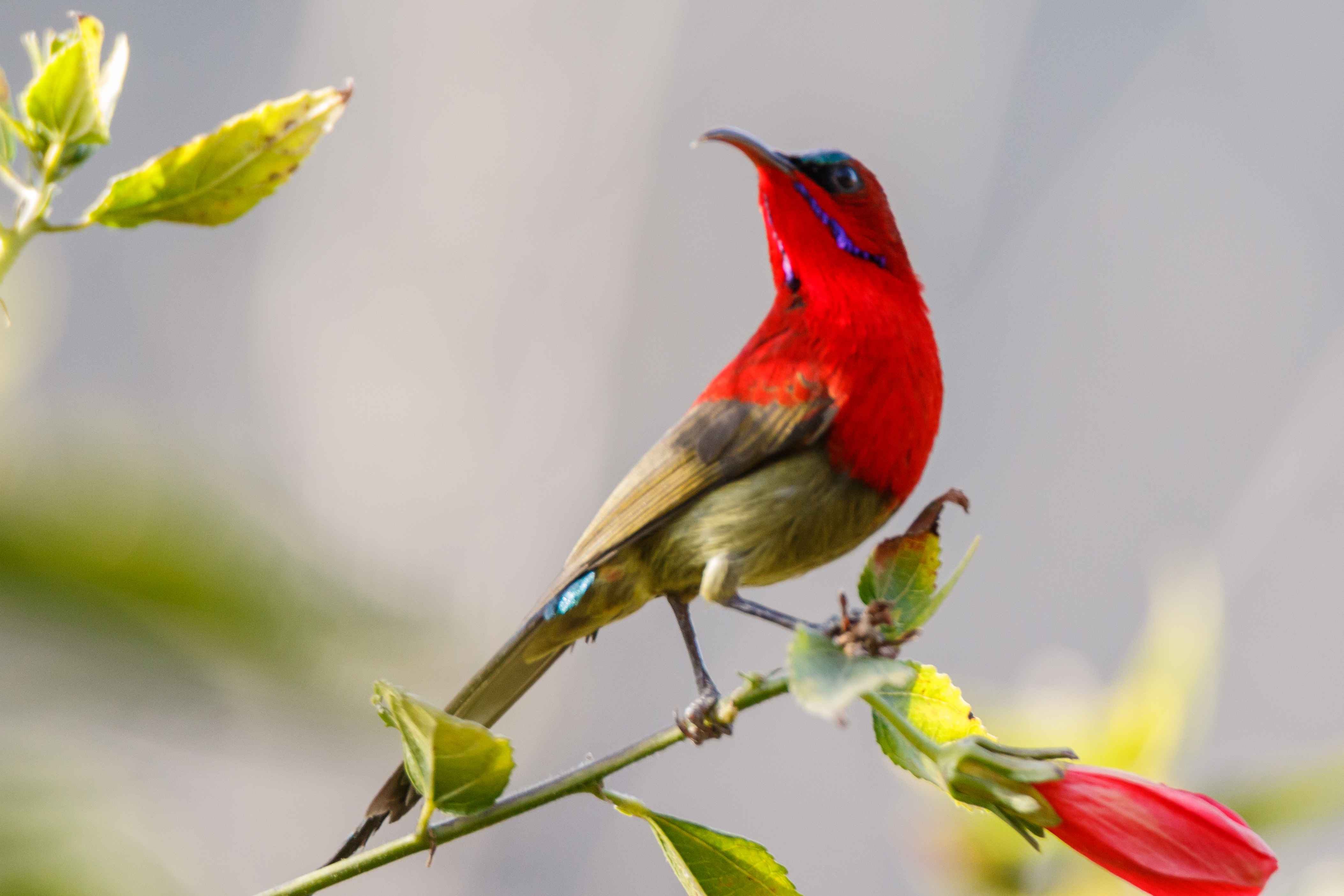
Karmesin-Nektarvogel (Aethopyga siparaja)

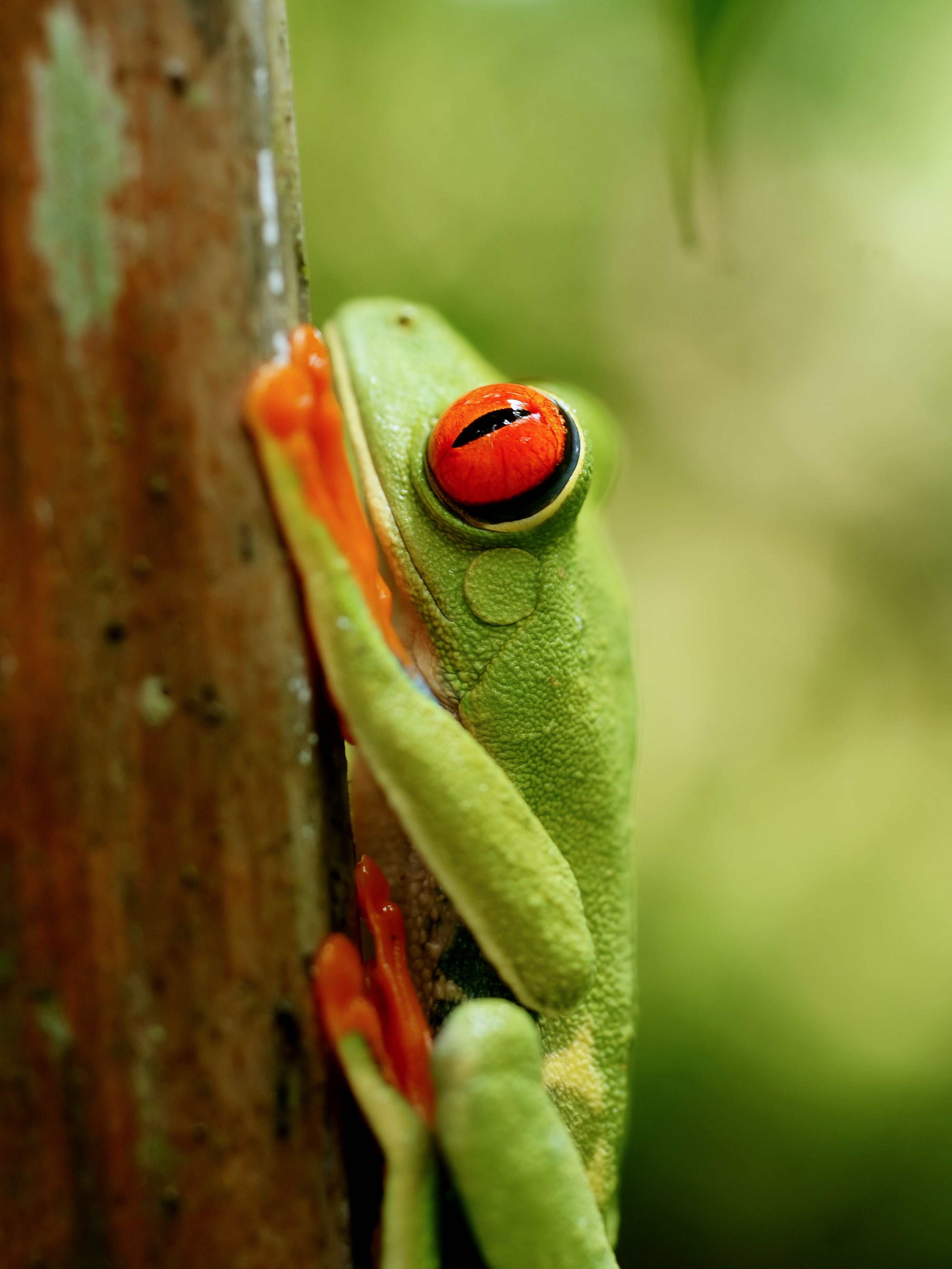
Rotaugenlaubfrosch (Agalychnis callidryas)

  - Rotaugenlaubfrosch: eine Baumfroschart
  - Rotbauchkolibri: eine Vogelart
  - Rotbarsch: eine Fischart
  - Rotfuchs: eine Fuchsart
  - Rotfeder: eine Fischart
  - Rothirsch: eine Hirschart
  - Rotkehlchen: eine Singvogelart
  - Rotmilan: eine Greifvogelart
  - Roter Paradiesvogel
  - Rotrückenammer: eine Singvogelart
  - Rotrücken-Waldsalamander: ein Schwanzlurch
  - Rotrücken-Zimtelfe: eine Vogelart
  - Rote Samtmilbe: eine Milbe
  - Rotschenkel: eine Vogelart
  - Rotschnabel-Tropikvogel: eine Vogelart
  - Rotschwänze: eine Vogelgattung
  - Rotschwanz-Glanzschwänzchen: eine Vogelart
  - Rotschattenkolibri: eine Vogelart
  - Scharlachara: eine Papageienart
- Pflanzen Rot-Schwingel (Festuca rubra)

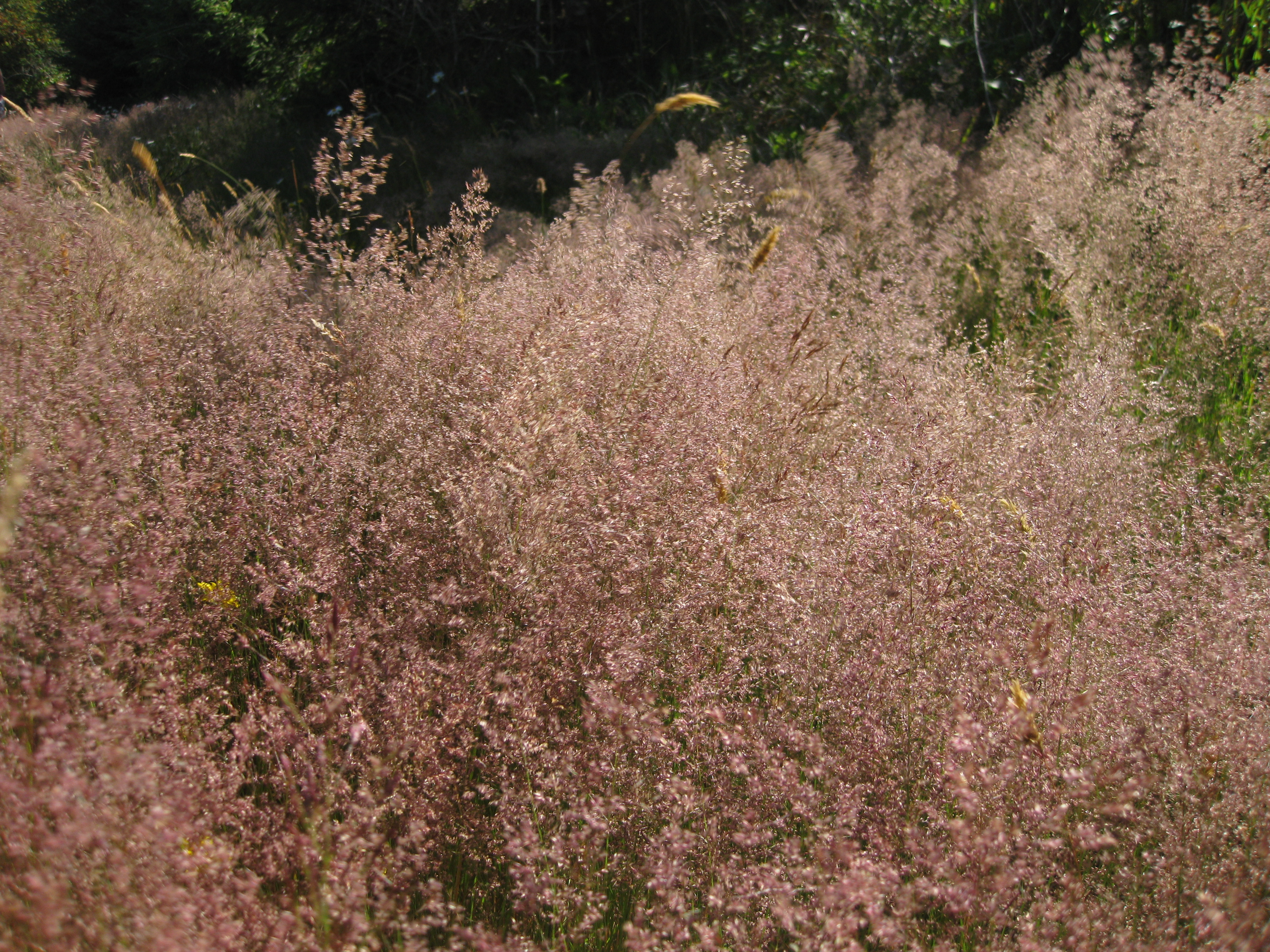
Rot-Schwingel (Festuca rubra)

  - Rotalgen: Abteilung von Algen, die durch Phycobiline rot gefärbt sind
  - Rot-Ahorn: Ahornart, zählt zu den Seifenbaumgewächsen
  - Rote Bete oder Rote Rübe: Varietät der Runkelrübe
  - Rotbuche, Laubbaum aus der Gattung der Buchen
  - Rot-Esche: Baum aus der Gattung der Eschen
  - Roter Hartriegel: Pflanze aus der Gattung der Hartriegelgewächse
  - Rotholz: das Brasilholz
  - Rot-Schwingel: Sammelart, die zu den Süßgräsern zählt
  - Roter Veltliner: alte Rebsorte, die zu den Edlen Weinreben zählt
- Mineralien
  - Rubin: rote Varietät des Minerals Korund
- Geografische Objekte
  - Roterde: eine tropische Bodenart
  - Rotliegend (Gesteinsformation)
  - Rotes Meer: Nebenmeer des Indischen Ozeans
  - Roter Fluss: Fluss in Südostasien der auf Grund des mitgeführten Lehms eine rote Färbung hat.
  - Rotes Becken: Kern der chinesischen Provinz Sichuan
  - Roter Main: Quellfluss des Mains
  - Rotbach: Bach in Dinslaken (Kreis Wesel)

### Sonstiges
- Roter Sand: der Leuchtturm vor der Wesermündung
- Roter Teppich

## Künstlerisch-literarische Rezeption

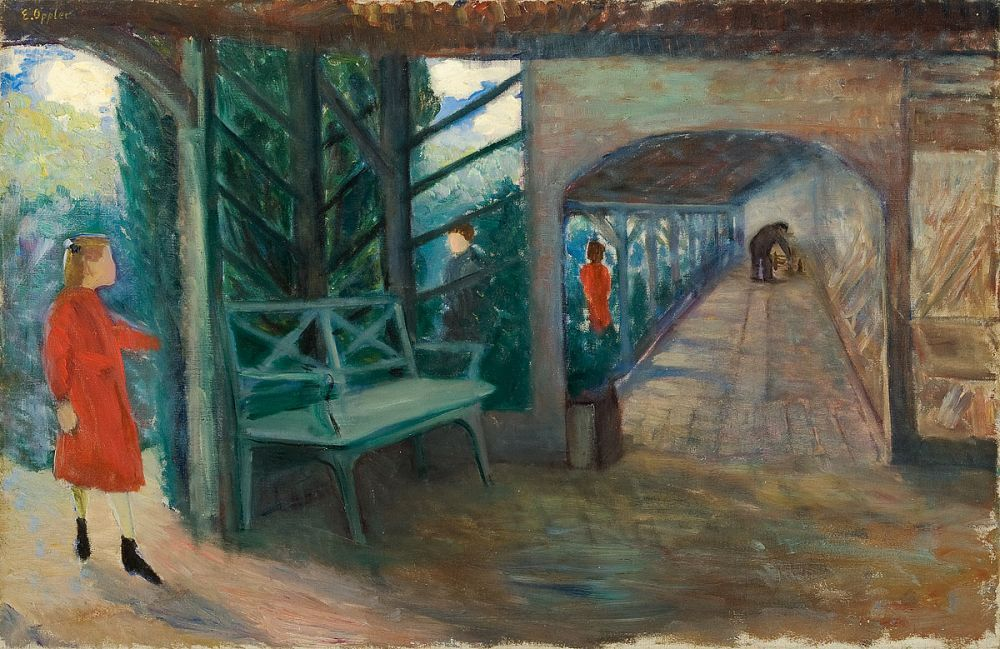
Im Gemälde Drei Mädchen im Laubengang von Ernst Oppler nimmt die rote Farbe des Kleides eine Schlüsselrolle ein.

- Rotkäppchen ist eine Märchenfigur aus der Sammlung der Gebrüder Grimm. Ein rotgekleidetes Mädchen nimmt auch eine Schlüsselrolle in einem Gemälde von Ernst Oppler ein, ebenso im Gemälde Roter Mantel von Alfons Mucha. Auch in der Handlung des Films Schindlers Liste findet sich das Motiv des roten Mantels an einem Mädchen.
- Der scharlachrote Buchstabe ist ein Roman von Nathaniel Hawthorne, in dem eine Frau wegen einer ehebrecherischen Beziehung mit einem Priester ein rotes A auf der Brust tragen muss. Der Roman wurde mehrfach verfilmt, u. a. 1926 von Victor Sjöström mit Lillian Gish, 1973 von Wim Wenders mit Senta Berger, und 1995 von Roland Joffé mit Demi Moore.
- Der rote Schal ist ein Roman von Wilkie Collins, der 1973 mit Ellen Schwiers verfilmt wurde.[24]
- Rote Laterne (1991) ist ein preisgekrönter Film des chinesischen Regisseurs Zhang Yimou, mit Gong Li als Hauptdarstellerin. Die Handlung dreht sich um die vier Ehefrauen eines patriarchalischen Mannes, der die rote Laterne als ein für alle sichtbares Zeichen seiner (sexuellen) Zuneigung benutzt, wenn er bei einer der Frauen die Nacht verbringt, während die anderen drei Frauen dadurch gedemütigt werden.
- Das Mädchen im roten Mantel ist ein autobiografischer Roman von Roma Ligocka. Der Titel ist inspiriert durch eine Szene in dem Film Schindlers Liste.
- Im Pixar-Film Rot aus dem Jahr 2022 wird Meilin Lee bei einem Gefühlsausbruch zu einem Roten Panda.